# Villeneuve-sur-Fère
Pour les articles homonymes, voir Villeneuve et Fère.
Villeneuve-sur-Fère est une commune française située dans le département de l'Aisne, en région Hauts-de-France.

## Géographie

### Localisation
Villeneuve-sur-Fère est un village de la Brie champenoise situé à 25 km à vol d'oiseau au sud-est de Soissons, 41 km à l'ouest de Reims, 39 km au nord-ouest d'Épernay, 16 km au nord de Château-Thierry et 29 km au sud-est de Villers-Cotterêts.
Le sentier de grande randonnée de pays GRP du Tour de l'Ormois passe dans la vallée du Ru Lua, et un diverticule par le village.
Le village se trouve dans la zone d'emploi de Château-Thierry et le bassin de vie de Fère-en-Tardenois.

### Communes limitrophes
Les communes limitrophes sont  Beuvardes, Bruyères-sur-Fère, Coincy, Fère-en-Tardenois et Saponay.

### Géologie et relief
La superficie de la commune est de 10,30 km2 ; son altitude varie de 118  à   226 mètres.

### Hydrographie
La commune est située dans le bassin Seine-Normandie. Elle est drainée par le ru Lua et le ru Saint-Georges,,.

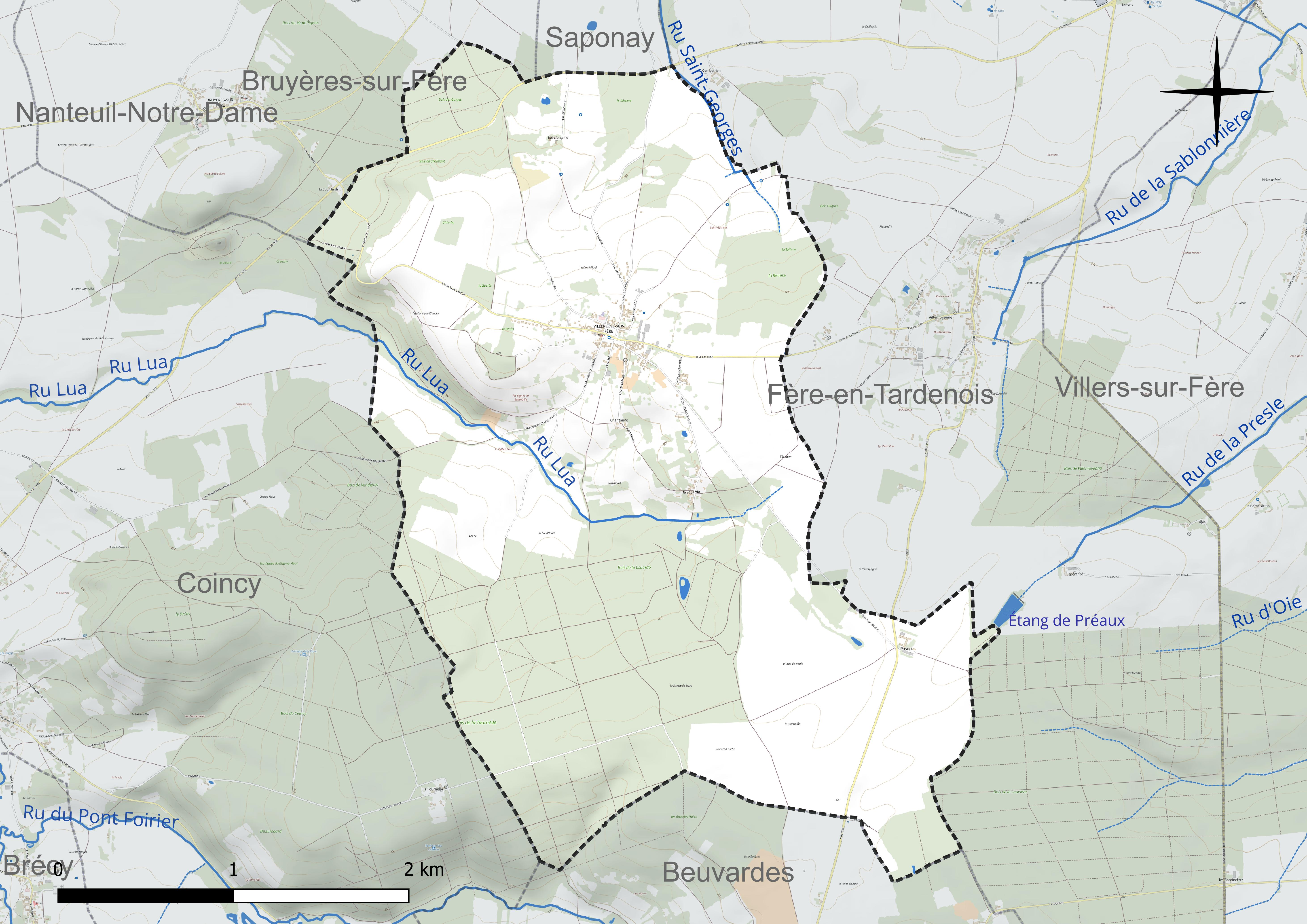
Réseau hydrographique de Villeneuve-sur-Fère.

### Climat
Pour des articles plus généraux, voir Climat des Hauts-de-France et Climat de l'Aisne.
En 2010, le climat de la commune est de type climat océanique dégradé des plaines du Centre et du Nord, selon une étude du CNRS s'appuyant sur une série de données couvrant la période 1971-2000. En 2020, Météo-France publie une typologie des climats de la France métropolitaine dans laquelle la commune est exposée à un climat océanique altéré et est dans la région climatique Nord-est du bassin Parisien, caractérisée par un ensoleillement médiocre, une pluviométrie moyenne régulièrement répartie au cours de l'année et un hiver froid (3 °C).
Pour la période 1971-2000, la température annuelle moyenne est de 10,5 °C, avec une amplitude thermique annuelle de 15,2 °C. Le cumul annuel moyen de précipitations est de 779 mm, avec 12,2 jours de précipitations en janvier et 8,8 jours en juillet. Pour la période 1991-2020, la température moyenne annuelle observée sur la station météorologique la plus proche, située sur la commune de Blesmes à 16 km à vol d'oiseau, est de 10,6 °C et le cumul annuel moyen de précipitations est de 713,0 mm,. Pour l'avenir, les paramètres climatiques de la commune estimés pour 2050 selon différents scénarios d'émission de gaz à effet de serre sont consultables sur un site dédié publié par Météo-France en novembre 2022.

## Urbanisme

### Typologie
Au 1er janvier 2024, Villeneuve-sur-Fère est catégorisée commune rurale à habitat dispersé, selon la nouvelle grille communale de densité à 7 niveaux définie par l'Insee en 2022.
Elle est située hors unité urbaine et hors attraction des villes,.

### Occupation des sols

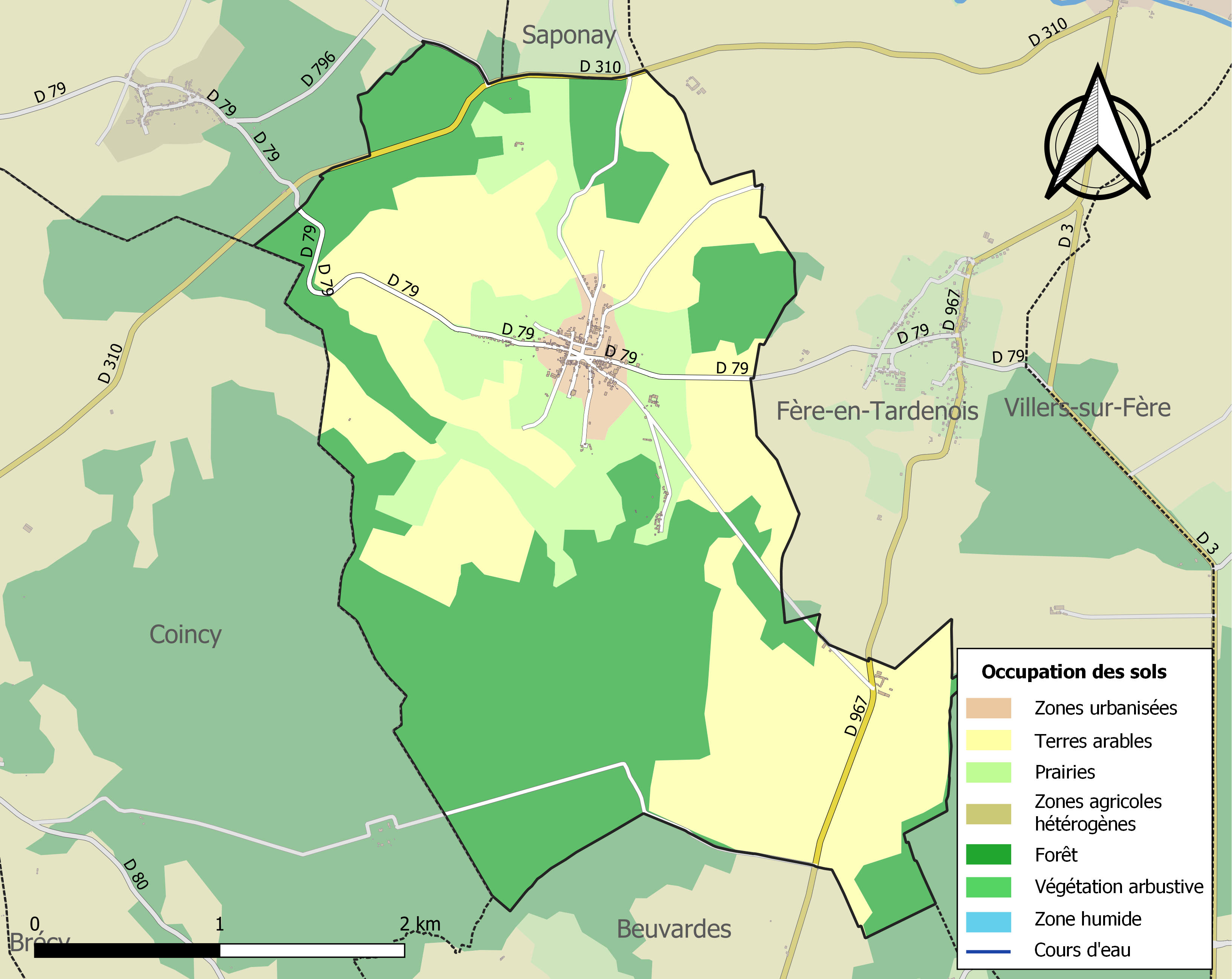
Carte de l'occupation des sols de la commune en 2018 (CLC).

L'occupation des sols de la commune, telle qu'elle ressort de la base de données européenne d'occupation biophysique des sols Corine Land Cover (CLC), est marquée par l'importance des territoires agricoles (54,8 % en 2018), en diminution par rapport à 1990 (57,2 %). La répartition détaillée en 2018 est la suivante : 
forêts (42,8 %), terres arables (41,5 %), prairies (13,3 %), zones urbanisées (2,4 %).
L'évolution de l'occupation des sols de la commune et de ses infrastructures peut être observée sur les différentes représentations cartographiques du territoire : la carte de Cassini (XVIIIe siècle), la carte d'état-major (1820-1866) et les cartes ou photos aériennes de l'IGN pour la période actuelle (1950 à aujourd'hui).

### Habitat et logement
En 2020, le nombre total de logements dans la commune était de 142, alors qu'il était de 140 en 2015 et de 143 en 2010.
Parmi ces logements, 83,6 % étaient des résidences principales, 5,7 % des résidences secondaires et 10,7 % des logements vacants. Ces logements étaient pour 95 % d'entre eux des maisons individuelles et pour 1,4 % des appartements.
Le tableau ci-dessous présente la typologie des logements à Villeneuve-sur-Fère en 2020 en comparaison avec celle de l'Aisne et de la France entière. Une caractéristique marquante du parc de logements est ainsi une proportion de résidences secondaires et logements occasionnels (5,7 %) supérieure à celle du département (3,4 %) mais inférieure à celle de la France entière (9,7 %).
| Typologie                                               | Villeneuve-sur-Fère | Aisne | France entière |
| ------------------------------------------------------- | ------------------- | ----- | -------------- |
| Résidences principales (en %)                           | 83,6                | 86,6  | 82,1           |
| Résidences secondaires et logements occasionnels (en %) | 5,7                 | 3,4   | 9,7            |
| Logements vacants (en %)                                | 10,7                | 10,1  | 8,2            |

## Toponymie
Le nom de la localité est attesté sous les formes Villa nova (1223) ; Villeneufve (1399) ; Villeneufve-en-Tartenois (1580) ; Villeneve (1581) ; Vilneufve-en-Tardenois (1609) ; Vilneufve (1635).
De l'oïl « ville » et l'adjectif féminin « neuve ».
Le terme de Villeneuve renvoie aux localités créées au Moyen Âge par un seigneur pour valoriser son fief.
Villeneuve est à l'ouest de Fère-en-Tardenois.
La commune porte pendant la Révolution française le nom de Ville Neuve sur Fére.

## Histoire
Sous l'Ancien Régime, le village relève de l'intendance de Soissons, des bailliage et élection de Château-Thierry, ainsi que du diocèse de Soissons.

## Politique et administration

### Rattachements administratifs et électoraux

#### Rattachements administratifs
La commune se trouve depuis 1942 dans l'arrondissement de Château-Thierry du département de l'Aisne.
Elle faisait partie depuis 1793 du canton de Fère-en-Tardenois. Dans le cadre du redécoupage cantonal de 2014 en France, cette circonscription administrative territoriale a disparu, et le canton n'est plus qu'une circonscription électorale.

#### Rattachements électoraux
Pour les élections départementales, la commune fait partie depuis 2014 du canton de Château-Thierry
Pour l'élection des députés, elle fait partie de la cinquième circonscription de l'Aisne depuis le dernier découpage électoral de 2010.

### Intercommunalité
Villeneuve-sur-Fère était membre de la communauté de communes de la Région de Château-Thierry, un établissement public de coopération intercommunale (EPCI) à fiscalité propre créé en 1995 et auquel la commune avait transféré un certain nombre de ses compétences, dans les conditions déterminées par le code général des collectivités territoriales.
Dans le cadre des dispositions de la loi portant nouvelle organisation territoriale de la République du 7 août 2015, qui prévoit que les établissements publics de coopération intercommunale (EPCI) à fiscalité propre doivent avoir un minimum de 15 000 habitants, cette intercommunalité a fusionné avec ses voisines pour former, le 1er janvier 2017, la communauté d'agglomération de la Région de Château-Thierry, dont est désormais membre la commune.

### Liste des maires
| Période                                  | Période                        | Identité          | Étiquette    | Qualité |
| ---------------------------------------- | ------------------------------ | ----------------- | ------------ | --- |
| Les données manquantes sont à compléter. |                                |                   |              | |
|                                          |                                |                   |              | |
| 1820                                     |                                | M. Thierry        |              | |
|                                          |                                |                   |              | |
| 1900                                     |                                | M. Bertin         |              | |
|                                          |                                |                   |              | |
| mars 1977                                | mars 2001                      | Jacques Hurmane   | PCF puis IDG | Instituteur puis professeur de mathématiques Conseiller général de Fère-en-Tardenois (1979 → 2004) Vice président du conseil général de l'Aisne (2001 → 2004) |
| mars 2001                                | 2008                           | Jean Devos        |              | |
| 2008                                     | mai 2023                       | Michèle Hurisset, | DVG          | Employée Démissionnaire |
| mai 2023                                 | En cours (au 30 novembre 2023) | Thérèse Dalle     |              | Agricultrice |

## Démographie
L'évolution du nombre d'habitants est connue à travers les recensements de la population effectués dans la commune depuis 1793. Pour les communes de moins de 10 000 habitants, une enquête de recensement portant sur toute la population est réalisée tous les cinq ans, les populations de référence des années intermédiaires étant quant à elles estimées par interpolation ou extrapolation. Pour la commune, le premier recensement exhaustif entrant dans le cadre du nouveau dispositif a été réalisé en 2007.

En 2022, la commune comptait 285 habitants, en évolution de +2,89 % par rapport à 2016 (Aisne : −1,97 %, France hors Mayotte : +2,11 %).
| 1793 | 1800 | 1806 | 1821 | 1831 | 1836 | 1841 | 1846 | 1851 |
| ---- | ---- | ---- | ---- | ---- | ---- | ---- | ---- | ---- |
| 319  | 384  | 410  | 368  | 405  | 423  | 455  | 441  | 401  |

| 1856 | 1861 | 1866 | 1872 | 1876 | 1881 | 1886 | 1891 | 1896 |
| ---- | ---- | ---- | ---- | ---- | ---- | ---- | ---- | ---- |
| 403  | 407  | 414  | 389  | 379  | 362  | 333  | 342  | 338  |

| 1901 | 1906 | 1911 | 1921 | 1926 | 1931 | 1936 | 1946 | 1954 |
| ---- | ---- | ---- | ---- | ---- | ---- | ---- | ---- | ---- |
| 313  | 311  | 302  | 295  | 312  | 270  | 235  | 225  | 232  |

| 1962 | 1968 | 1975 | 1982 | 1990 | 1999 | 2006 | 2007 | 2012 |
| ---- | ---- | ---- | ---- | ---- | ---- | ---- | ---- | ---- |
| 260  | 260  | 263  | 260  | 239  | 231  | 275  | 283  | 268  |

| 2017 | 2022 | - | - | - | - | - | - | - |
| ---- | ---- | - | - | - | - | - | - | - |
| 285  | 285  | - | - | - | - | - | - | - |

## Culture locale et patrimoine

### Lieux et monuments

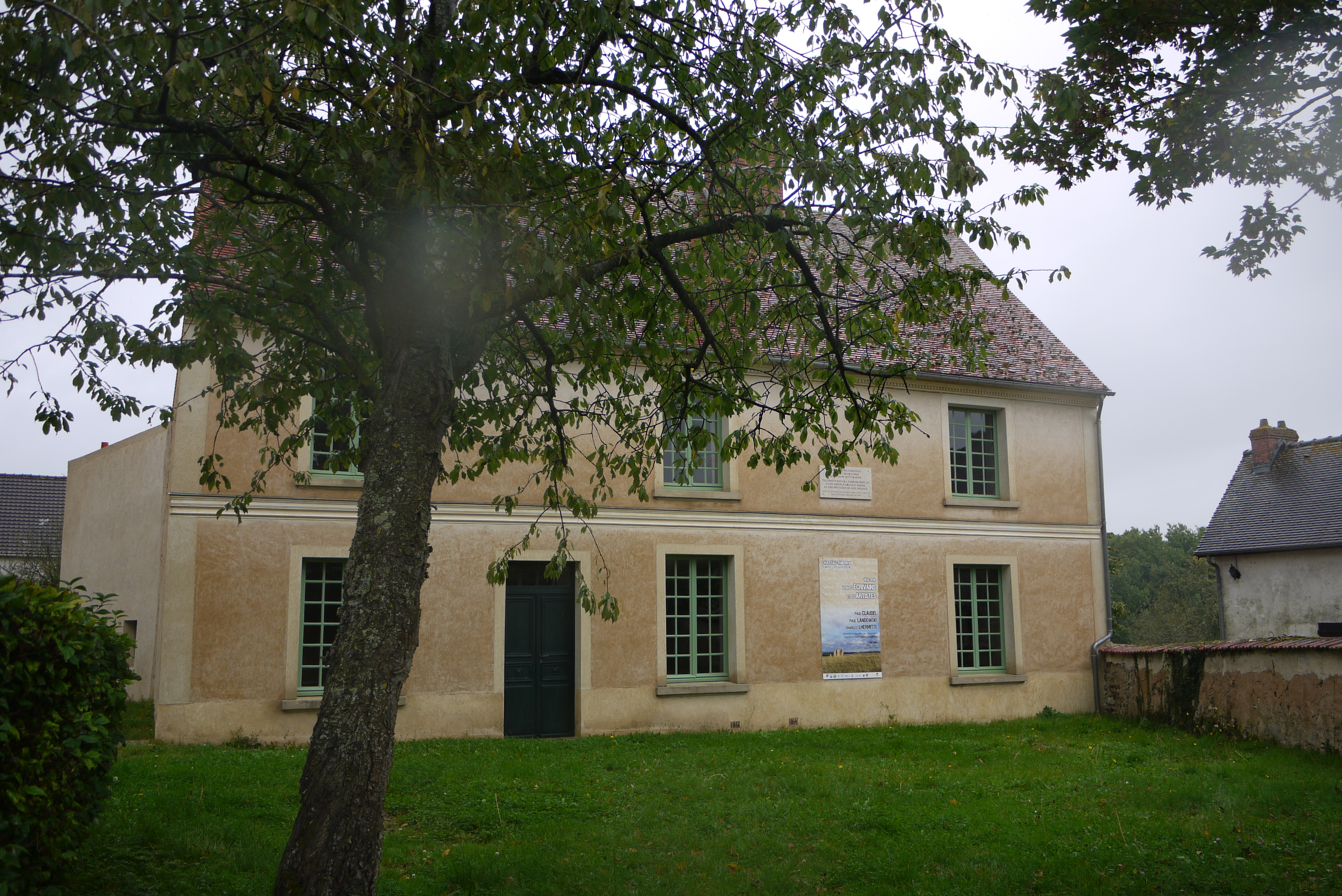
La Maison de Camille et Paul Claudel.

- Église Saint-Georges de Villeneuve-sur-Fère : construite entre les XIIe et XVIe siècles, elle est fermée depuis 2008[26].
- Maison de Camille et Paul Claudel[27] : l'ancien presbytère du XVIIIe siècle est devenu la propriété de Madame Claudel par héritage. C'est dans cette maison que Paul écrit ses premiers poèmes et que Camille découvre la sculpture.

Laissée à l'abandon pendant plusieurs années, la propriété est rachetée par la Communauté d'Agglomération de la région de Château-Thierry. Après plusieurs travaux de restauration, la maison devenue musée ouvre ses portes au public le 1er juin 2018,. La Maison de Camille et Paul Claudel propose un parcours unique de 8 salles, conçu pour mettre en lumière l'existence des deux artistes sur le territoire : leurs attaches profondes à leur terre natale, le Tardenois, source d'inspiration intarissable pour les deux artistes sont relatées à travers leur vie et leur œuvre. Ces enfants du pays sont présentés chacun dans leur univers créatif : ainsi passe-t-on de l'atelier de la sculptrice à la chambre de Paul ou encore aux regards croisés du frère et de la sœur. Photographies, correspondances, cahiers et citations ponctuent cet espace, sans oublier les sculptures de Camille Claudel. Au total, 6 œuvres de la sculptrice sont visibles, dont la pièce maîtresse est le buste de Diane, œuvre de jeunesse.

### Personnalités liées à la commune
- Paul Claudel (1868-1955), dramaturge, poète, essayiste et diplomate français y est né.
- Camille Claudel (1864-1943), sa sœur, sculptrice et artiste peintre française y est née.

## Pour approfondir